# Gabriele Missaglia
Gabriele Missaglia (Inzago, 24 juli 1970) is een voormalig Italiaans wielrenner. Missaglia was een allrounder met een behoorlijke sprint. In 1997 won hij een etappe in de Ronde van Italië. Na zijn actieve wielerloopbaan werd Missaglia ploegleider.

## Belangrijkste overwinningen
1997
- 11e etappe Ronde van Italië
- 1e etappe Ronde van het Baskenland

1998
- Eindklassement Ronde van Langkawi

1999
- 3e etappe Ronde van Zwitserland

2000
- 4e etappe Ronde van Catalonië
- HEW Cyclassics Hamburg

2007
- Eindklassement Ronde van Qinghai Lake

## Resultaten in voornaamste wedstrijden
| Jaar | Ronde van Italië | Ronde van Frankrijk | Ronde van Spanje |
| ---- | ---------------- | ------------------- | ---------------- |
| 1995 |                  |                     |                  |
| 1996 | 57e              |                     |                  |
| 1997 | 53e (1)          |                     |                  |
| 1998 | 41e              |                     |                  |
| 1999 | 16e              |                     | opgave           |
| 2000 | 45e              |                     |                  |
| 2001 | 60e              |                     |                  |
| 2002 | 72e              |                     |                  |
| 2003 |                  |                     |                  |
| 2006 | 106e             |                     |                  |
| 2007 |                  |                     |                  |
| 2008 | 71e              |                     |                  |

| Jaar | Milaan-San Remo | Gent-Wevelgem | Ronde van Vlaanderen | Parijs-Roubaix | Amstel Gold Race | Luik-Bast.‑Luik | Ronde van Lombardije | Parijs-Tours | Waalse Pijl | Clásica San Sebastián |  | Wereldranglijsten |
| ---- | --------------- | ------------- | -------------------- | -------------- | ---------------- | --------------- | -------------------- | ------------ | ----------- | --------------------- |  | ----------------- |
| 1995 |                 | 40e           | 59e                  | 62e            |                  |                 |                      | 10e          |             | 16e                   |  |                   |
| 1996 | 23e             |               | 11e                  |                | 15e              | 18e             |                      |              | 31e         | 54e                   |  |                   |
| 1997 |                 |               |                      |                |                  | 49e             |                      |              | 77e         |                       |  |                   |
| 1998 |                 |               |                      |                |                  |                 |                      | 129e         | 92e         |                       |  |                   |
| 1999 |                 |               |                      |                | ↑                | 28e             |                      |              |             |                       |  |                   |
| 2000 | 167e            |               | 24e                  |                |                  | 72e             | 26e                  |              |             | 16e                   |  | 12e (UWB)         |
| 2001 |                 |               |                      |                |                  | 71e             |                      |              |             |                       |  |                   |
| 2002 | 30e             |               | 8e                   |                |                  | 45e             | 42e                  | 41e          | 94e         | ↑                     |  | 18e (UWB)         |
| 2003 | 107e            |               | 58e                  |                |                  |                 |                      | 16e          | 86e         |                       |  |                   |
| 2006 |                 |               |                      |                |                  |                 |                      |              |             |                       |  |                   |
| 2007 |                 |               |                      |                |                  |                 | 64e                  |              |             |                       |  |                   |
| 2008 | 45e             |               |                      |                |                  |                 | 68e                  |              |             |                       |  |                   |